# إيمانويل جايبل

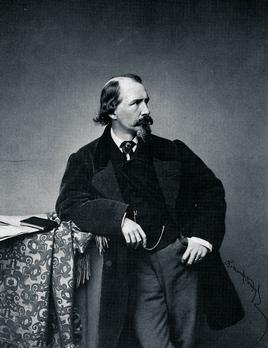
إيمانويل جايبل

إيمانويل جايْبل فرانتس إيمانويل أوجوست جايبل Franz Emanuel August Geibel (ولد في 17 أكتوبر 1815 في لوبيك – ومات فيها في 6 أبريل 1884) هو شاعر ألماني.

## حياته
كان جايبل الابن السابع بين ثمانية أطفال للقس الإصلاحي يوهانس جايبل، درس اللاهوت وعلم الصرف الكلاسيكي في بون. ثم رحل إلى برلين عام 1836, حيث ربطته الصداقة أثناء دراساته مع كاميسو وبتينا فون أرنيم وأيشندورف. حصل في عام 1838 بفضل صلاته على وظيفة مدرس منزلي لدى المبعوث الروسي في أثينا، وكانت تلك الفترة حاسمة بالنسبة لإنتاجه الأدبي الكلاسيكي.
وبعد عودته نشر قصائده الأولى التي لاقت استحسانا كبيرا من الملك البروسي فريدريش فيلهلم الثالث. فحصل منه في عام 1842 على معاش شهري مدي الحياة يبلغ 300 تالر. وفي فورستهاوس فالدهوزن Forsthaus Waldhusen الواقع في كوكنيتس أحد أحياء مدينة لوبيك كان جايبل يقضي شهور الصيف، وهناك كتب في عام 1847 قصيدته «من الغابة» Aus dem Walde.
في عام 1851 وقع حب أماندا ترومر التي كانت تبلغ من العمر 17 عاما، وتزوجها في عام 1852. وقد أقيم الزفاف في مطعم حدائقي في لوبيك هو لاكسفير Lachswehr, وقد تغنى جايبل في قصائده حديقته التي يغمرها السكون وممر أشجاره الدردار الذي تغمره الظلال. وفي عام 1853 ولدت ابنته أدا ماري كارولينه. وفي عام 1852 حصل جايبل على درجة البروفيسور الفخرية للأدب والشعر الألمانيين من أحد معجبيه وهو ماكسيميليان الثاني.
انتقل جايبل إلى ميونخ ودرس فيها حتى عام 1868, حيث عاد إلى لوبيك أسباب سياسية. وبعد موت ماكسيميليان الثاني واجه جايبل العداوات بسبب ولائه البروسي. ففقد معاشه وأبعد من دائرة الشعراء المسماة Die Krokodile في ميونخ، وكذلك من المائدة المستديرة الملكية التي كان ضم عضوا فيها في عام 1852.
كان جايبل يقضي أشهر الصيف بين عامي 1973 و 1975 في شفارتاوْ حيث كان يقوم بالعديد من التجولات والنزهات.
مات إيمانويل جايبل في السادس من أبريل 1884 في لوبيك، حيث كرم كشاعر للمدينة ومنح لقب المواطن الفخري. ووتم إطلاق غسمه على إحدى المدارس فيها.

## إنتاجه الأدبي
انتمى جايبل إلى الحركة الرومانتيكية التي تميزت بالتمجيد المطلق للجمال والطبيعة والمشاعر الإنسانية النبيلة. وتميزت قصائده بالإحكام اللغوي والمعاني السامية. وقد مثلت قصائده الوطنية تناقضا حادا بالنسبة لحركة ألمانيا الجديدة والطبيعيين، الذين هاجموه بشدة.
وقد استغلت الحركة النازية جزءا من قصائده. فعبارة «الروح الألمانية يجب أن تسود العالم» „Am deutschen Wesen soll die Welt genesen“, مأخوذة من قصيدته رسالة ألمانيا التي كتبها في عام 1861.
ومن أشهر قصائده Burschenlust و Der Mai ist gekommen, التي بدأ كتابتها في عام 1841 في قصر إشيبرج. حاول جايبل الكتابة المسرحية من خلال كتابة أوبرا Loreley لكنها لم تلق نجاحا كبيرا. وقد ترجم جايبل العديد من الأشعار من لغات أخرى كالفرنسية والإسبانية واليونانية واللاتينية.

## من أعماله
قصائد 1840
أصوات الزمن 1841
إلى جيورج هيرفيج 1842
الملك روديريش 1844
اثنا عشر سوناتة إلى شليزفيج هولشتاين 1846
أغاني يونيو 1848
كتاب الأغاني الإسبانية 1852
المعلم أندريا 1855
قصائد جديدة 1856
برونهيلد 1857
خمس كتب من الشعر الفرنسي 1862
قصائد وأوراق للذكرى 1864
زوفونيسبه 1868
أوراق أواخر الخريف 1877

## روابط خارجية
- إيمانويل جايبل على موقع الموسوعة البريطانية (الإنجليزية)
- إيمانويل جايبل على موقع ميوزك برينز (الإنجليزية)
- إيمانويل جايبل على موقع ديسكوغز (الإنجليزية)
- إيمانويل جايبل على موقع ديسكوغز (الإنجليزية)